# Darrelle Revis
Darrelle Shavar Revis (Aliquippa, 14 luglio 1985) è un ex giocatore di football americano statunitense che ha militato nel ruolo di cornerback nella National Football League (NFL).
Scelto nel corso del primo giro (14º assoluto) nel Draft NFL 2007 dai New York Jets, al college ha giocato a football a Pittsburgh. La sua zona nel campo di gioco era soprannominata "Revis Island", una frase che Revis ha fatto registrare, per la sua abilità nei duelli uno contro uno coi ricevitori avversari. Per diversi anni è stato considerato uno dei migliori cornerback della NFL. Nel 2023 è stato introdotto nella Pro Football Hall of Fame.

## Carriera professionistica

### New York Jets
I Jets scambiarono coi Carolina Panthers la propria scelta del primo, secondo e quinto giro del Draft per passare dalla propria 25º scelta assoluta alla 14ª dei Panthers per arrivare a scegliere Revis. Il giocatore perdette i primi 21 giorni del training camp per una disputa contrattuale. Le parti giunsero a un accordo il 15 agosto 2007.

#### Stagione 2007
Revis fece il suo debutto in pre-stagione contro i New York Giants il 25 agosto 2007 dopo meno di una settimana di allenamento con la squadra. Nella partita mise a segno 5 tackle e un passaggio deviato contro il difensore Sinorice Moss e ritornò un punt per 13 yard. Revis fu nominato cornerback titolare dei Jets alla fine della pre-stagione, diventando il primo cornerback rookie dei Jets rookie a partire titolare dai tempi di Ray Mickens nel 1996.

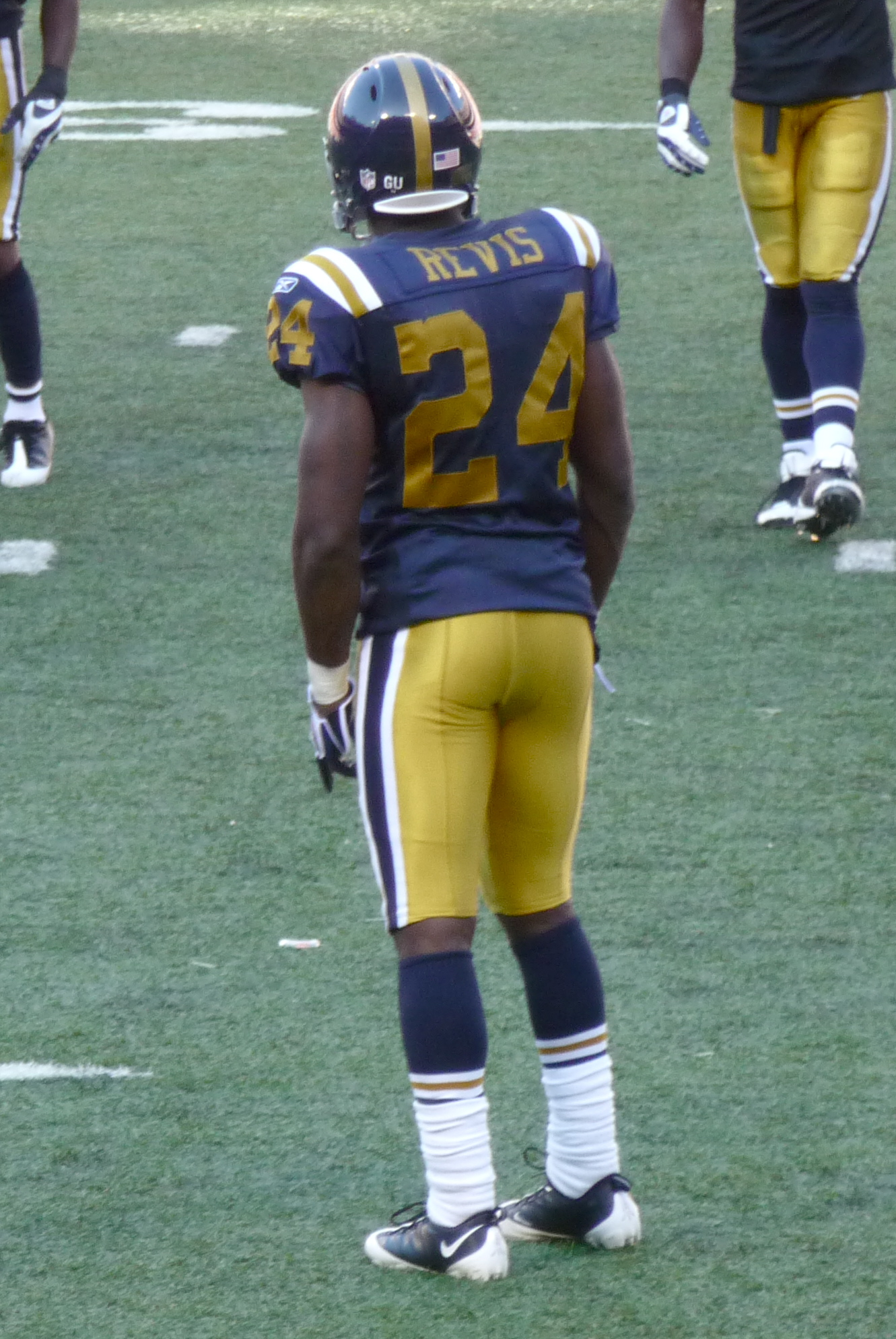
Revis nel 2008 con l'uniforme degli anni sessanta dei Jets.

Nella prima gara della stagione regolare contro i New England Patriots, Revis fece registrare 7 tackle, tenendo Wes Welker a 6 ricezioni per 61 yard nella sconfitta 38–14. Egli mise a segno il suo primo intercetto in carriera contro i Buffalo Bills durante la settimana 8. Revis col procedere della stagione mise in mostra notevoli progressi, rimanendo un solido titolare dei Jets ed uno dei loro migliori giocatori difensivi. Egli giocò come titolare tutte le 16 gare stagioni, terminando la sua stagione da rookie con 87 tackle totali, un sack, un fumble forzato e 3 intercetti. Gli avversari diretti di Revis in campo segnarono solo tre touchdown nel corso dell'anno: essi furono Braylon Edwards, Lee Evans e Terrell Owens.

#### Stagione 2008
Nella sua seconda stagione come cornerback titolare dei Jets, Revis iniziò ad imporsi come uno dei migliori cornerback della lega. Durante la gara della quarta settimana contro gli Arizona Cardinals, Revis affrontò la fortissima coppia di ricevitori formata da Anquan Boldin e Larry Fitzgerald. In quella gara intercettò due passaggi, uno dei quali ritornato per 32 yard nel suo primo touchdown nella NFL. Malgrado le sue prestazioni a fianco di una safety All-Pro come Kerry Rhodes, la difesa dei Jets sui passaggi era classificata solo 28º nella lega, cosa che spinse l'allenatore Eric Mangini a firmare il cornerback free agent All-Pro ed ex giocatore dei New York Jets Ty Law a novembre. Malgrado l'aggiunta di Law, la difesa sui passaggi continuò a faticare e terminò al 29º posto nella NFL malgrado le prestazioni positive di Revis. Quell'anno il lato difeso da Revis fu attaccato raramente dalle difese avversarie che preferirono colpire il cornerback rookie Dwight Lowery.
Grazie all'annata disputata, Revis fu convocato per il suo primo Pro Bowl. Durante la manifestazione, intercettò un passaggio per Anquan Boldin con una mano.

#### Stagione 2009
(Tim Graham, ESPN)

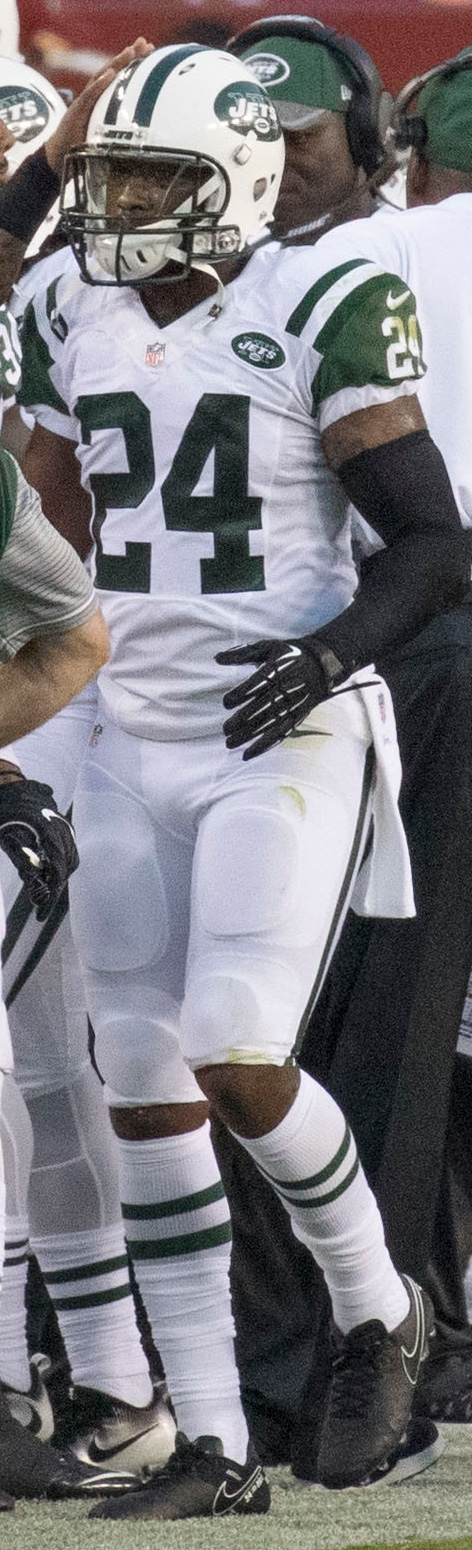
Darrelle Revis coi Jets

Darrelle Revis iniziò la stagione 2009 contro alcuni dei migliori ricevitori presenti sui campi di football. Nella settimana 1, egli contribuì a limitare il Pro Bowler degli Houston Texans Andre Johnson a 4 ricezioni per 35 yard. Revis poi affrontò Tom Brady e i New England Patriots, contro un altro ricevitore da Pro-bowl come Randy Moss, tenendolo a 4 ricezioni per 24 yard, dopo aver catturato 14 passaggi per 141 yard la settimana precedente. Revis inoltre mise a segno un intercetto su Brady, aiutando la difesa dei Jets a diventare la prima dal 2006 ad impedire ai Patriots di segnare almeno un touchdown.
Nella settimana 5 contro i Miami Dolphins ci fu l'unica prestazione negativa della stagione di Revis, quando fu battuto dal wide receiver Ted Ginn Jr. con un touchdown su ricezione da 53 yard nel Monday Night Football, nella sconfitta dei Jets per 31–27.
Il capo-allenatore dei Jets Rex Ryan affermò diverse volte che Revis era il miglior cornerback della NFL nonché il miglior cornerback con cui avesse lavorato nei suoi anni di carriera come allenatore difensivo. NFL Total Access come il numero 3 della lega nel suo ruolo nella lista "Best In The Biz" prima dell'inizio della stagione 2009. Deion Sanders inoltre affermò che "Revis sarà il miglior cornerback in circolazione per anni."
Revis terminò l'annata venendo convocato nuovamente per il Pro Bowl. Nella settimana 17, l'ultima della stagione regolare, egli costrinse il ricevitore dei Cincinnati Bengals Chad Ochocinco a terminare senza una singola ricezione, a causa anche di un infortunio al ginocchio. I Jets vinsero la gara 37–0. La vittoria consentì ai Jets di qualificarsi per i playoff e le due squadre se incontrarono nuovamente nel primo turno sei giorni dopo. Durante la vittoria dei Jets 24–14 sui Bengals, Revis limitò nuovamente Ochocinco, tenendolo a due ricezioni per 28 yard oltre a mettere a segno un intercetto.
Nel secondo turno dei playoff, Revis e i Jets sconfissero la numero 2 della AFC, i San Diego Chargers, 17–14. Dal momento che i Chargers potevano contare su una forte batteria di ricevitori, Revis fu costretto a marcare la maggior parte di essi, col quarterback di San Diego Philip Rivers che riuscì a lanciare solo tre passaggi ai difensori marcati da Revis nell'intera gara. Due dei tre passaggi furono toccati da Revis risultando dei passaggi incompleti e un terzo fu un intercetto. Esso cambiò le sortì della gara e risultò decisivo nella vittoria dei Jets. La vittoria portò la squadra a disputare la finale della AFC contro gli Indianapolis Colts per la prima volta dal 1998. I Jets persero 30–17, senza segnare alcun punto nel secondo tempo e a causa della cattiva prestazione della linea secondaria, con l'esclusione di Revis che concesse due sole ricezioni.
Revis perse la sfida per il premio di Miglior difensore dell'anno della NFL in favore di Charles Woodson per 28 voti a 14.

#### Stagione 2010
Revis saltò la maggior parte del training camp e le quattro gare di pre-stagione per una nuova disputa contrattuale. Egli avrebbe dovuto ricevere approssimativamente un milione di dollari nel quarto anno del suo contratto di sei stagioni. Il 5 settembre fu raggiunto un accordo per un contratto quadriennale del valore di 32 milioni di dollari e Revis di conseguenza si presentò al campo di allenamento il giorno successivo, una settimana prima dell'inizio della stagione.
Durante la gara della settimana 2 contro i New England Patriots, Revis lasciò il campo per un problema al ginocchio. Revis saltò le due partite successive. Revis aggravò nuovamente l'infortunio al ginocchio nella gara contro i Minnesota Vikings. Il 17 ottobre 2010, Revis tornò nel roster attivo due ore prima della gara contro i Denver Broncos, dove partì come titolare. Dopo la gara coi Broncos, i Jets ebbero la settimana di pausa che permise a Revis di rimettersi completamente dall'infortunio. Dalla partita successiva, il giocatore si dichiarò essere tornato al cento per cento.
Il 14 ottobre 2010, Revis, che stava tentando di arrivare in tempo ad un allenamento, fu multato per eccesso di velocità e guida pericolosa, andando a 80 miglia orarie in una zona in cui il limite era di 40 miglia.
Nel primo turno dei playoff, Revis tenne il ricevitore degli Indianapolis Colts Reggie Wayne a una sola ricezione da una yard nella vittoria sui Colts. I Jets avanzarono per il secondo anno consecutivo fino alla finale della AFC, dove vennero nuovamente sconfitti, questa volta dai Pittsburgh Steelers.

#### Stagione 2011

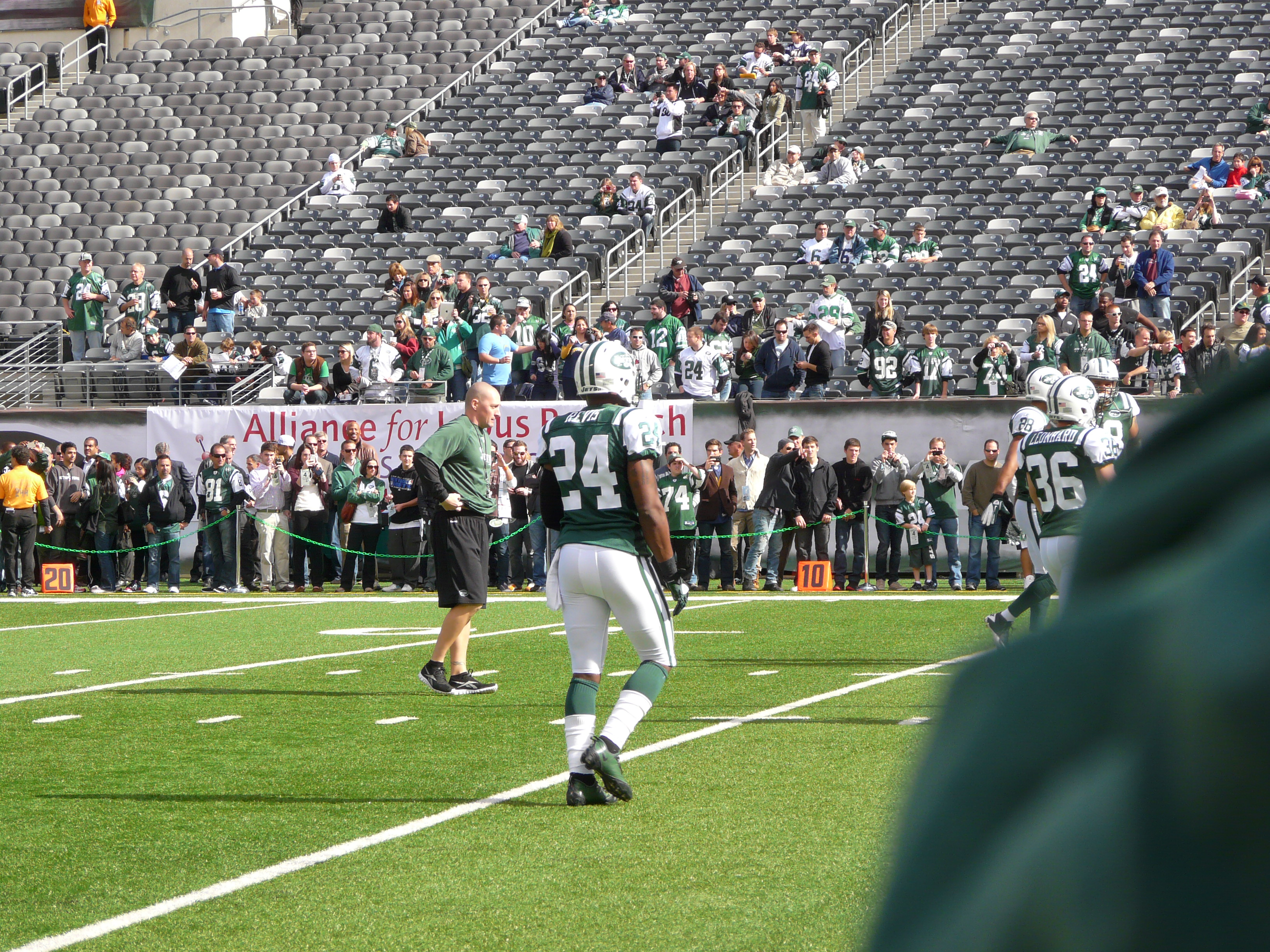
Revis nel 2011

Il 17 ottobre 2011, Revis intercettò un passaggio diretto al suo futuro compagno Brandon Marshall e corse per 100 yard fino in touchdown pareggiando il record di franchigia dei Jets per il più lungo intercetto ritornato in TD (il primo fu di Aaron Glenn nel 1996). Revis terminò la stagione con 52 tackle, 4 intercetti e 21 passaggi deviati, venendo convocato per il quarto Pro Bowl consecutivo, inserito nuovamente nella prima formazione ideale della stagione dall'Associated Press e fu votato al 5º posto nella NFL Top 100, l'annuale classifica dei migliori cento giocatori della stagione. A causa di una sconfitta decisiva contro i Giants nel finale di stagione, i Jets fallirono l'accesso ai playoff.

#### Stagione 2012
Dopo aver saltato le prime due partite della stagione per un infortunio al collo, Revis debuttò il 23 settembre nella settimana 3 contro i Miami Dolphins. La stagione del giocatore durò solamente pochi minuti a causa dell'infortunio del legamento crociato anteriore che lo tenne fuori per tutto il resto del 2012. Prima dell'infortunio, Revis aveva messo a segno 6 tackle e recuperato un fumble..

### Tampa Bay Buccaneers
Il 21 aprile 2013, i Jets scambiarono Revis coi Tampa Bay Buccaneers per la 13a scelta assoluta del Draft NFL 2013 e quella del terzo o quarto giro del Draft NFL 2014. Darrelle firmò un contratto quinquennale del valore di 96 milioni di dollari che lo rese il più pagato defensive back della storia della lega.
Revis tornò in campo nella prima gara della stagione proprio contro i New York Jets, mettendo a segno un tackle e concedendo un solo passaggio da 13 yard in tutto l'incontro. Il primo intercetto con la nuova maglia lo fece registrare nella settimana 4 contro i Cardinals, ma i Bucs persero la quarta gara consecutiva. Il secondo lo mise a segno nel Monday Night Football della settimana 10 contro i Dolphins in cui i Bucs ottennero la loro prima vittoria del 2013. Il 27 dicembre fu premiato con la quinta convocazione al Pro Bowl in carriera.
Dopo una sola stagione Revis, che avrebbe dovuto guadagnare 16 milioni di dollari nel 2014, ben 6 milioni in più di qualsiasi altro cornerback, fu svincolato..

### New England Patriots

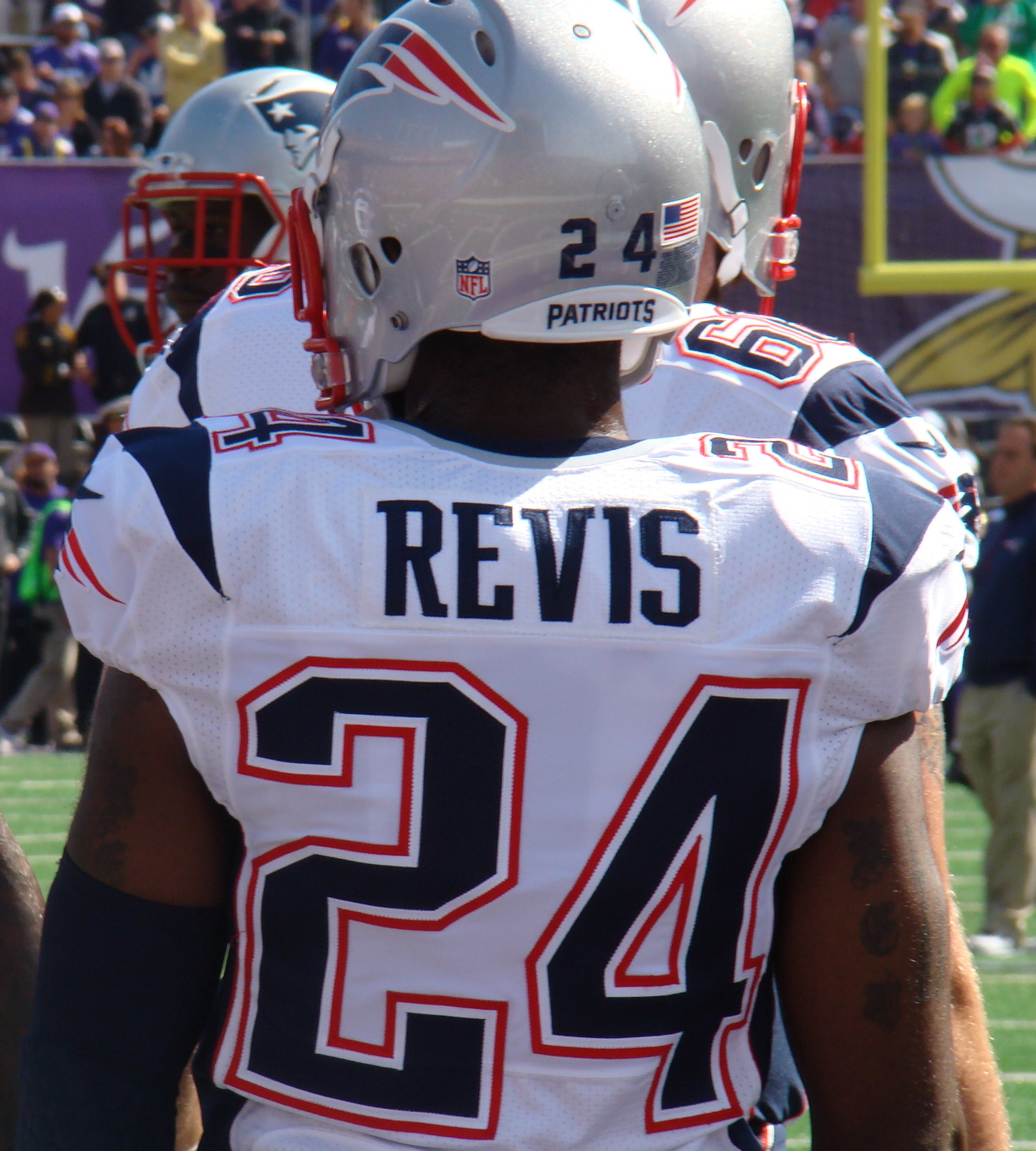
Revis con la maglia dei Patriots.

Il 13 marzo 2014, Revis firmò come free agent con i New England Patriots un contratto annuale del valore di 12 milioni di dollari. Il primo intercetto con la nuova maglia lo mise a segno nella settimana 2 contro i Minnesota Vikings. La sua stagione regolare si chiuse con 41 tackle e due intercetti, venendo convocato per il sesto Pro Bowl in carriera e inserito nel First-team All-Pro. Nella finale della AFC intercettò un passaggio di Andrew Luck nella vittoria per 45-7 sui Colts, qualificandosi per il primo Super Bowl della carriera, vinto contro i Seattle Seahawks.

### Ritorno ai Jets
Il 10 marzo 2015, Revis firmò un contratto quinquennale del valore di 70 milioni di dollari (39 milioni dei quali garantiti) per fare ritorno ai Jets. Il primo intercetto stagionale lo fece registrare nel Monday Night del secondo turno su Andrew Luck, coi Jets che vinsero entrambe le prime due gare per la prima volta dal 2011. In quella gara mise a segno anche quattro tackle e recuperò due fumble, venendo premiato come miglior difensore della AFC della settimana. A causa di un infortunio, il cornerback saltò le gare della settimana 12 e 13. Nel quindicesimo turno mise a segno il quarto intercetto stagionale, coi Jets che batterono i Cowboys, raggiungendo la quarta vittoria consecutiva per la prima volta dal 2010. A fine stagione, Revid fu convocato per il settimo Pro Bowl in carriera.
Il 28 febbraio 2017, Revis fu svincolato dai Jets.

### Kansas City Chiefs

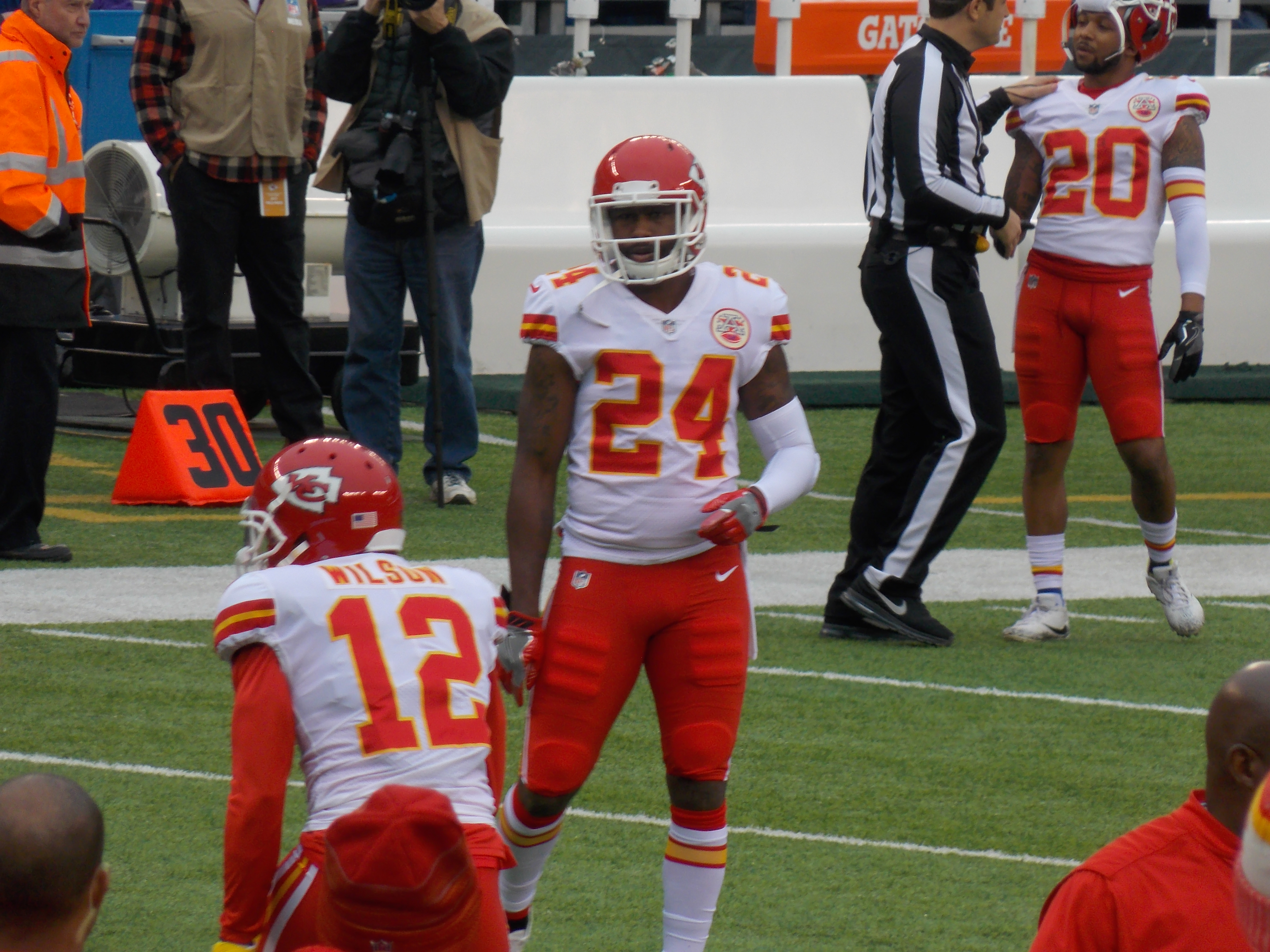
Revis nella prima gara con la maglia dei Chiefs il 3 dicembre 2017

Il 22 novembre 2017 Revis firmò un contratto biennale con i Kansas City Chiefs. Il 18 luglio 2018 annunciò il proprio ritiro.

## Palmarès

### Franchigia
- Super Bowl : 1

New England Patriots: XLIX
- American Football Conference Championship: 1

New England Patriots: 2014

### Individuale
- Convocazioni al Pro Bowl: 7

2008, 2009, 2010, 2011, 2013, 2014, 2015
- All-Pro: 4

2009, 2010, 2011, 2014
- PFWA All-Rookie Team - 2007
- Formazione ideale della NFL degli anni 2010
- Pro Football Hall of Fame (classe del 2023)

## Statistiche

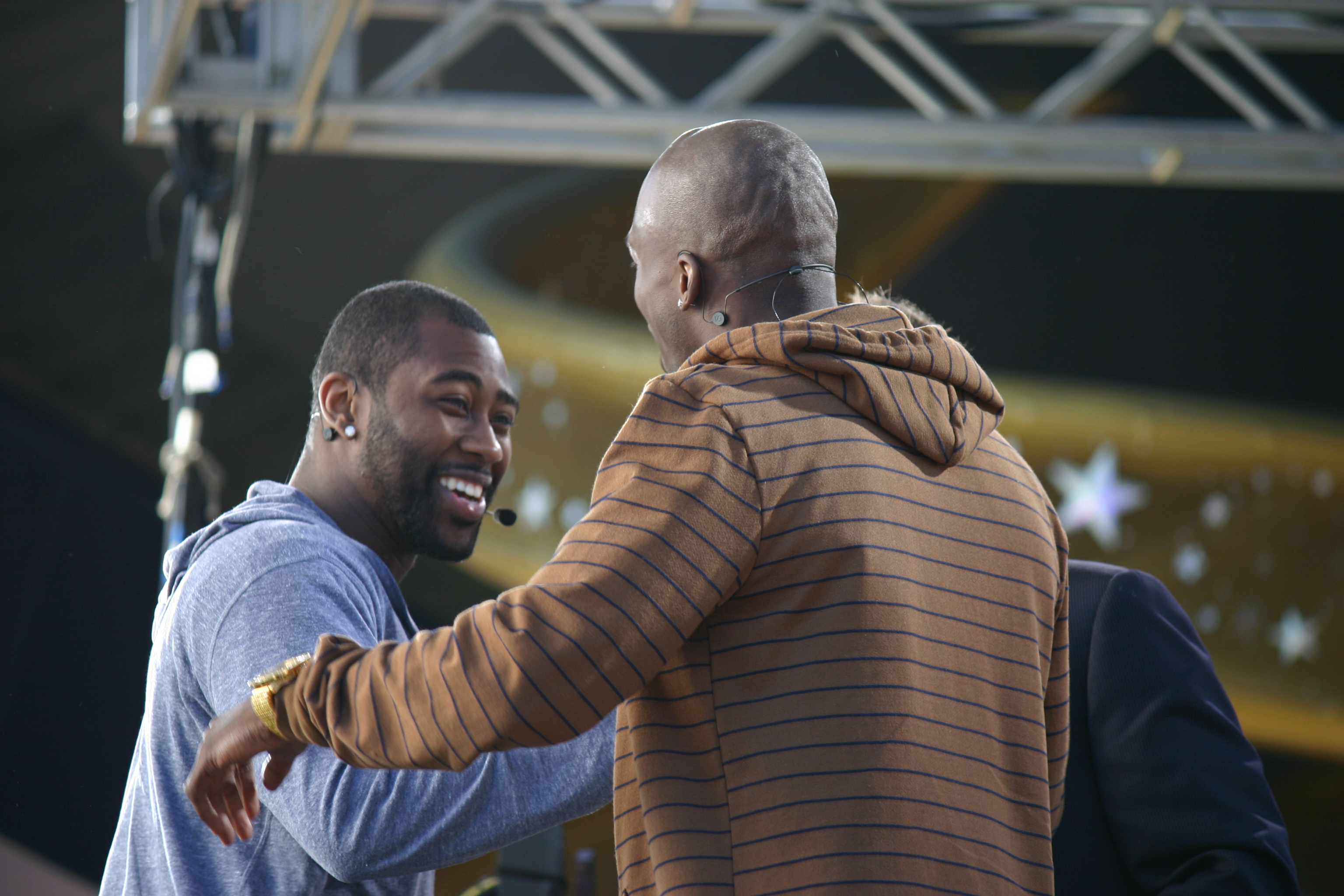
Revis con l'ex ricevitore della NFL Chad Johnson

Stagione regolare
| Anno   | Squadra              | P   | PT  | Tackle | Tackle | Tackle | Tackle | Tackle | Intercetti | Intercetti | Intercetti | Intercetti | Intercetti | Intercetti | Fumble | Fumble | Fumble | Fumble |
| Anno   | Squadra              | P   | PT  | Tot    | Sol    | Ass    | Sack   | Saf    | Pas dev    | Int        | Yard       | Media      | Max        | TD         | FF     | FR     | Yard   | TD     |
| ------ | -------------------- | --- | --- | ------ | ------ | ------ | ------ | ------ | ---------- | ---------- | ---------- | ---------- | ---------- | ---------- | ------ | ------ | ------ | ------ |
| 2007   | New York Jets        | 16  | 16  | 87     | 74     | 13     | 0,0    | 0      | 17         | 3          | 20         | 6,7        | 19         | 0          | 1      | 1      | 0      | 0      |
| 2008   | New York Jets        | 16  | 16  | 58     | 45     | 13     | 1,0    | 0      | 16         | 5          | 38         | 7,6        | 32         | 1          | 1      | 2      | 0      | 0      |
| 2009   | New York Jets        | 16  | 16  | 54     | 47     | 7      | 0,0    | 0      | 31         | 6          | 121        | 20,2       | 67         | 1          | 0      | 0      | 0      | 0      |
| 2010   | New York Jets        | 13  | 13  | 32     | 26     | 6      | 0,0    | 0      | 10         | 0          | 0          | 0          | 0          | 0          | 0      | 2      | 10     | 0      |
| 2011   | New York Jets        | 16  | 16  | 52     | 41     | 11     | 0,0    | 0      | 21         | 4          | 184        | 46,0       | 100        | 1          | 0      | 0      | 0      | 0      |
| 2012   | New York Jets        | 2   | 2   | 11     | 8      | 3      | 0,0    | 0      | 3          | 1          | 1          | 1,0        | 0          | 0          | 1      | 0      | 0      | 0      |
| 2013   | Tampa Bay Buccaneers | 16  | 16  | 50     | 43     | 7      | 1.0    | 0      | 11         | 2          | 3          | 2,0        | 3          | 0          | 2      | 1      | 0      | 0      |
| 2014   | New England Patriots | 16  | 16  | 47     | 41     | 6      | 0,0    | 0      | 14         | 2          | 0          | 0,0        | 0          | 0          | 1      | 0      | 0      | 0      |
| Totale | Totale               | 111 | 111 | 391    | 325    | 66     | 2,0    | 0      | 123        | 23         | 367        | --         | 100        | 3          | 6      | 6      | 10     | 0      |

### Record di franchigia dei New York Jets
- Più lungo intercetto ritornato in touchdown in una singola gara, contro i Miami Dolphins il 17 ottobre 2011. (100 yard alla pari con Aaron Glenn)
- Maggior numero di passaggi deviati in carriera (95)